# 산토리니 칼데라
산토리니 칼데라(그리스어: Καλδέρα Σαντορίνης 칼데라 산도리니스[*])는 그리스 크레타에서 북쪽으로 120킬로미터 떨어진 에게해 남부에 있는 대부분 물에 잠긴 큰 칼데라이다. 물 위로 보이는 것은 원형의 산토리니 군도로, 주섬인 산토리니섬(고대에는 테라로 알려짐), 가장자리의 티라시아섬과 아스프로니시섬, 그리고 중앙의 카메니 제도로 구성된다. 10년 화산으로 지정되었다.

## 지리

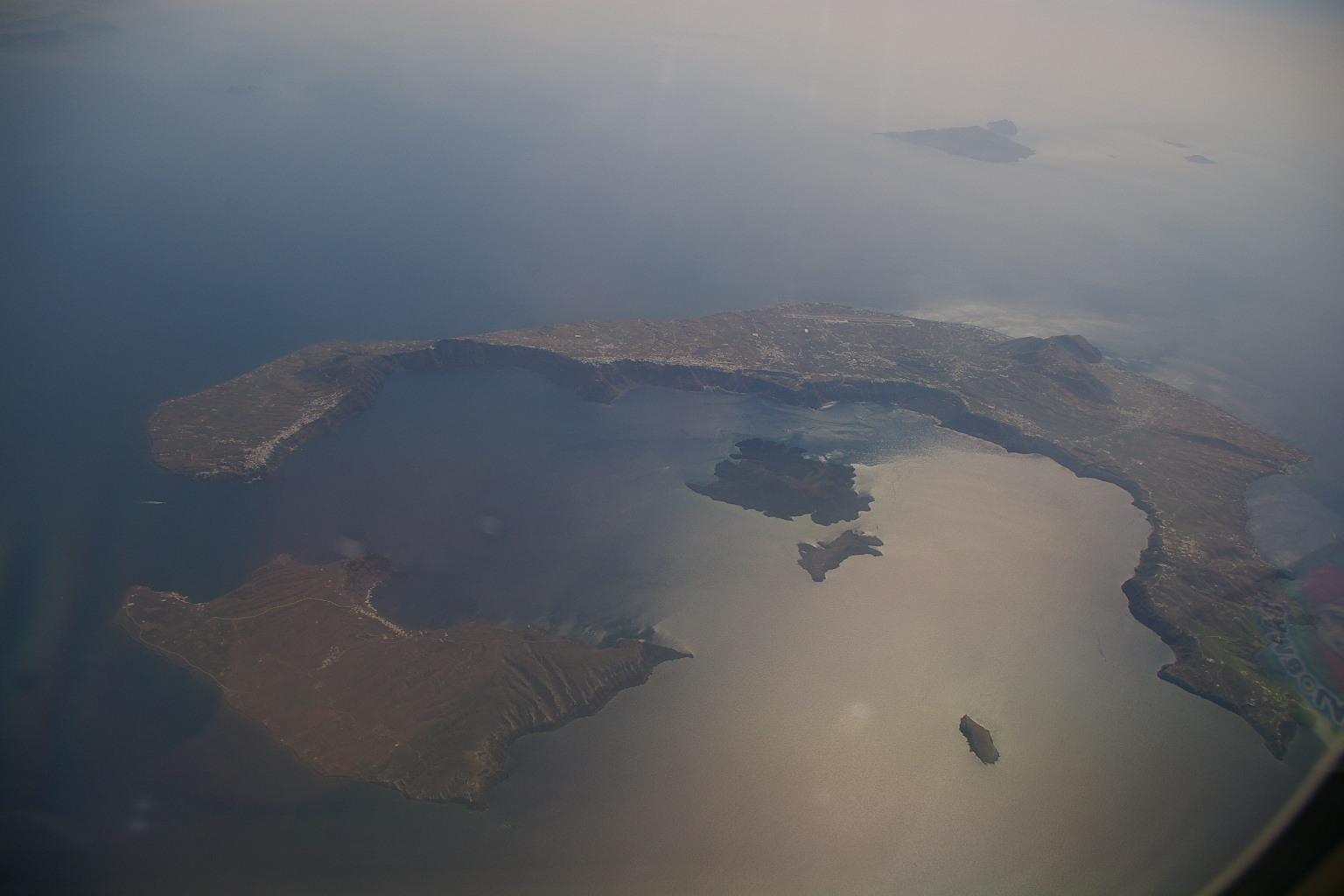
하늘에서 본 산토리니 칼데라 사진.

칼데라는 12x7 km 크기이며, 세 면에 300 m 높이의 가파른 절벽이 있고, 최대 깊이는 385 m이다.
칼데라 중앙에는 네아("새로운") 카메니와 팔레아("오래된") 카메니라는 두 개의 작은 화산섬이 있다.
주섬인 산토리니섬의 면적은 75.8 km2이고, 티라시아섬은 9.3 km2이며, 사람이 살지 않는 섬인 네아카메니섬은 3.4 km2, 팔레아카메니섬은 0.5 km2, 아스프로니섬은 0.1 km2이다.
산토리니섬의 높은 절벽과 그 위에 하얀색으로 칠해진 마을, 맑은 날씨와 좋은 관측 조건은 화산학자들을 끌어들이는 자석과 같았으며 에게해 관광의 중심지가 되었다.

## 지질

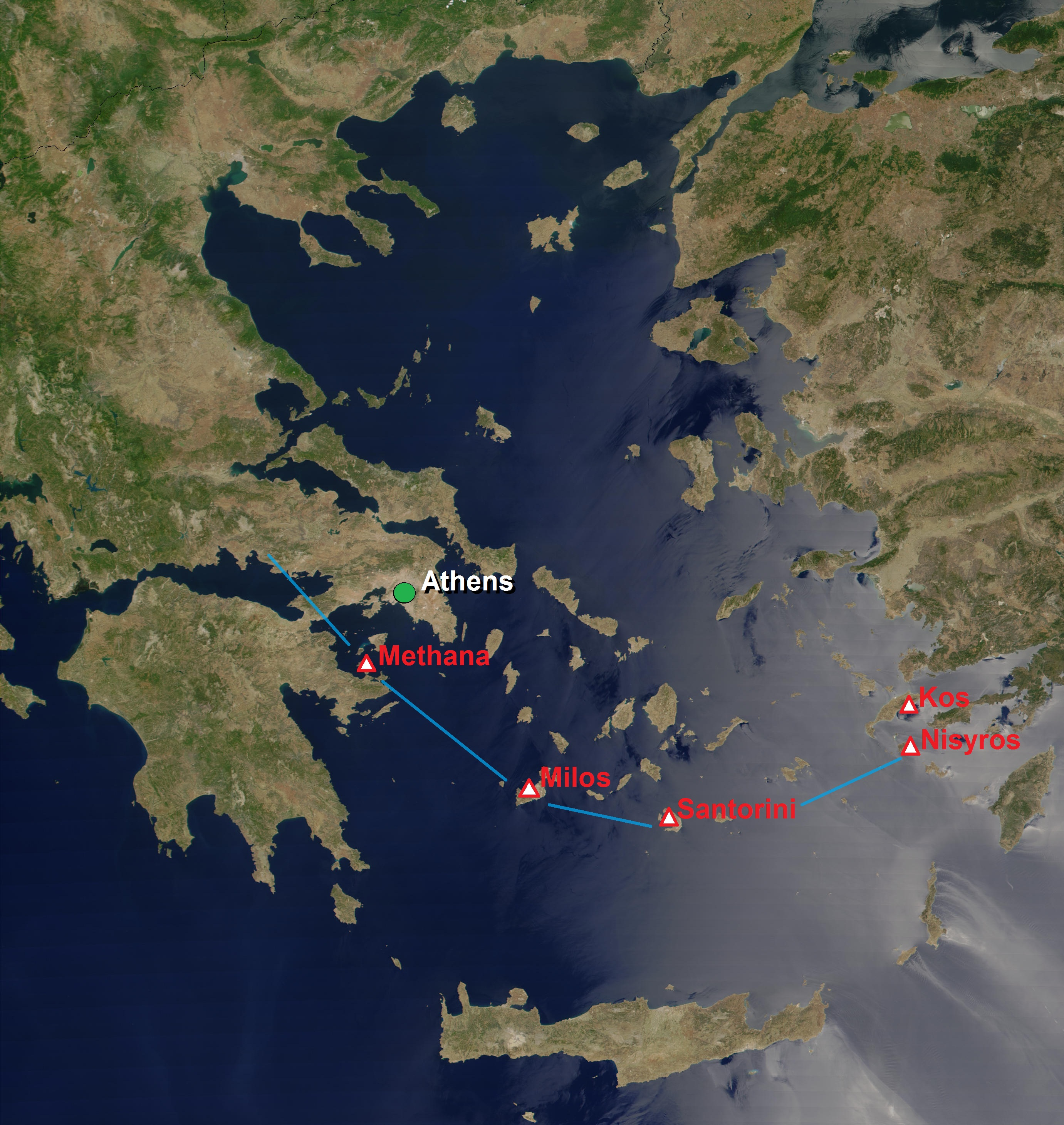
남에게 화산호는 메타나, 밀로스, 산토리니, 니시로스 화산을 끼고 있다.

산토리니 화산 복합체는 남에게 화산호에서 가장 활발히 활동하는 지역이다. 산토리니가 속해 있는 남에게 화산호에는 그리스 본토의 메타나, 밀로스섬, 산토리니섬, 니시로스섬의 활화산이 있다. 이는 아프리카판이 유라시아판의 에게해판 아래로 북동쪽 방향으로 연간 최대 5 cm의 속도로 섭입하면서 형성되었다. 이런 섭입은 150~170 km 깊이에서 지진을 유발한다.
화산암이 아닌 암석은 산토리니섬의 미크로 프로피티스 일리아스, 메사 보우노, 가브릴로스 능선, 피르고스, 모놀리토스, 그리고 케이프 플라카와 아티니오스 사이의 칼데라 벽 안쪽에 노출되어 있다.
칼데라 중앙의 카메니 제도는 용암암으로 이루어져 있다.

## 화산학

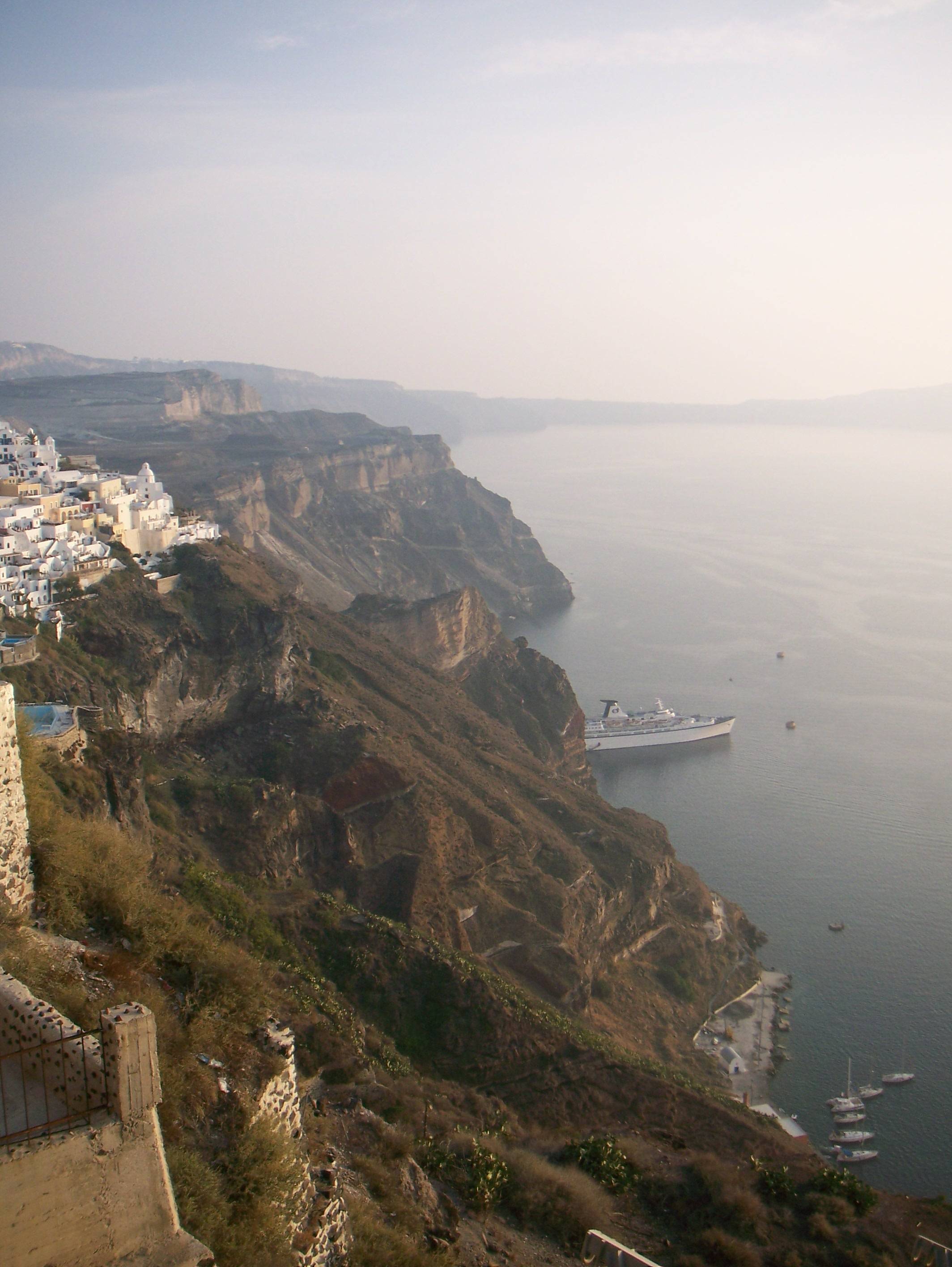
산토리니섬의 칼데라 절벽 모습

산토리니의 칼데라는 크리스티아나-산토리니-콜룸보 화산 지대의 중심에 위치하며, 이 지대에는 사화산인 크리스티아나 화산, 산토리니 칼데라, 다중 분화 후속 해저 화산인 콜룸보, 그리고 콜룸보 화산호가 포함된다. 이 화산 열도는 플리오세에 여러 국지적 중심지에서 시작되어 최근에서야 광대한 산토리니 구조를 형성하게 된 4개 단계의 주요 화산 활동을 거치며 진화했다. 현재의 칼데라는 겹쳐진 순상 화산으로 구성되어 있으며, 적어도 4개의 부분적으로 겹쳐진 칼데라에 의해 잘려 있는데, 이 중 가장 오래된 남부 칼데라는 약 18만 년 전에 형성되었다. 그 후의 스카로스 칼데라는 약 7만 년 전에, 케이프 리바 칼데라는 약 2만 1천 년 전에 생성되었다. 현재의 칼데라는 약 3,600년 전 미노스 화산 분화 시기 형성되었다.
팔레아 카메니와 네아 카메니는 칼데라 중앙에서 발생한 다수의 작은 분화의 결과로 형성되었다.
비록 휴면 상태이지만, 산토리니는 활화산이다. 다수의 작고 중간 규모의 주로 일출성의 분화가 칼데라 내부의 네아 및 팔레아 카메니의 어두운 색 용암 순상 화산을 만들었다.
마지막 분화는 1950년이었으며, 현재는 주로 최근에 활동했던 분화구 내부에서만 분기공 활동이 일어난다. GPS 장비는 2011년과 2012년에 칼데라 주변에서 새로운 변형을 등록했다.
기원전 17세기에 일어난 산토리니의 거대한 미노스 화산 분화는 아틀란티스 전설에 영감을 주었을 수 있다. 이는 스미스소니언 전지구 화산 프로그램에서 화산 폭발 지수(VEI) 7등급으로 평가되었다.

## 분화사
스미스소니언 자연사 박물관의 전지구 화산 계획에 기록된 대재앙적 미노스 분화를 시작으로 산토리니의 주요 분화 사건 목록은 다음과 같다.
| 시작일                                    | 종료일                   | 분화 특징 |
| ----------------------------------------- | ------------------------ | --- |
| 기원전 1610년 ± 14년 ("미노스 화산 분화") | 미상                     | 중앙 분화구 분화, 지역 열극 분화, 해저 분화, 폭발적 분화, 화산쇄설류 및 화산쇄설 서지, 수증기 폭발, 광범위한 물리적 손상, 대규모 용암 분수 및 광범위한 용암류, 해상 소규모 이류, 거대 쓰나미, 칼데라 붕괴, 사상자 발생, 대규모로 대피. |
| 기원전 197년                              | 미상                     | 중앙 분화구 분화, 지역 열극 분화, 해저 분화, 새로운 섬 형성, 폭발적 분화. |
| 서기 46년 12월 31일                       | 서기 47년 2월 1일 ± 30일 | 중앙 분화구 분화, 지역 열극 분화, 해저 분화, 새로운 섬 형성, 폭발적 분화, 용암류, 종상 화산 형성, 지진해일. |
| 서기 726년 7월 15일 ± 45일                | 미상                     | 중앙 분화구 분화, 지역 열극 분화, 해저 분화, 새로운 섬 형성, 폭발적 분화, 용암류, 종상 화산 형성, 손상. |
| 1570년                                    | 1573년                   | 중앙 분화구 분화, 지역 열극 분화, 해저 분화, 새로운 섬 형성, 폭발적 분화, 용암류, 종상 화산 형성. |
| 1650년 9월 27일                           | 1650년 12월 6일          | 측면(편심) 분화구, 지역 열극 분화, 해저 분화, 새로운 섬 형성, 폭발적 분화, 용암류, 사상자 발생, 손상, 대피. |
| 1707년 5월 23일                           | 1711년 9월 14일          | 중앙 분화구 분화, 지역 열극 분화, 해저 분화, 새로운 섬 형성, 폭발적 분화, 용암류, 종상 화산 형성, 손상. |
| 1866년 1월 26일                           | 1870년 10월 15일         | 중앙 분화구 분화, 지역 열극 분화, 해저 분화, 새로운 섬 형성, 폭발적 분화, 용암류, 종상 화산 형성, 사상자 발생, 손상, 대피. |
| 1925년 8월 11일                           | 1928년 3월 17일          | 중앙 분화구 분화, 지역 열극 분화, 폭발적 분화, 수증기 폭발, 용암류, 종상 화산 형성. |
| 1939년 8월 20일                           | 1941년 7월 2일 ± 1일     | 중앙 분화구 분화, 지역 열극 분화, 해저 분화, 폭발적 분화, 수증기 폭발, 용암류, 종상 화산 형성, 손상. |
| 1950년 1월 10일                           | 1950년 2월 2일           | 중앙 분화구 분화, 지역 열극 분화, 해저 분화, 폭발적 분화, 수증기 폭발, 용암류, 종상 화산 형성. |

## IUGS 지질 유산지
국제지질학연맹 (IUGS)은 '화산호 지각 환경에서 플리니식 분화에 의해 형성된 지중해에서 가장 큰 칼데라 중 하나'라는 점에서 '제4기 산토리니 칼데라'를 2022년 10월에 발표된 전 세계 100개 '지질 유산지' 목록에 지정했다. 이 단체는 IUGS 지질 유산지를 '국제적인 과학적 중요성을 지닌 지질학적 요소 및 과정이 있는 핵심 장소로, 참조로 사용되거나 역사적으로 지질 과학 발전에 상당한 기여를 한 곳'이라고 설명한다.